# Diksnaveltok
De diksnaveltok (Lophoceros pallidirostris synoniem: Tockus pallidirostris) is een neushoornvogel die voorkomt in zuidelijk Afrika.

## Beschrijving en voorkomen
De diksnaveltok is 46 cm lang en lijkt sterk op de grijze tok en leeft ook in ongeveer dezelfde habitat. Het grootste verschil is de kleur van de snavel. Bij de dikbektok is de hele snavel vuilgeel tot roomkleurig en bij de grijze tok hebben beide seksen alleen een duidelijke lichte streep op de snavel.

## Verspreiding en leefgebied
Deze soort komt voor in Angola, Congo-Kinshasa, Kenia, Malawi, Mozambique, Tanzania en Zambia en telt twee ondersoorten:
- L. p. pallidirostris: Angola, zuidelijk Congo-Kinshasa en Zambia (behalve het uiterste oosten).
- L. p. neumanni: van oostelijk Zambia tot zuidelijk Tanzania en noordelijk Mozambique.

## Status
De grootte van de populatie is niet gekwantificeerd, maar er is geen aanleiding te veronderstellen dat de soort bedreigd wordt in zijn voortbestaan, daarom staat de diksnaveltok als niet bedreigd op de Rode Lijst van de IUCN.